# Grupa społeczna
Grupa społeczna – w psychologii społecznej i socjologii zaliczany do zbiorowości społecznej zbiór co najmniej trzech osób, którego członkowie współdziałają ze sobą na zasadzie odrębności od innych, w celu zaspokajania własnych potrzeb, charakteryzujący się trwałą strukturą i względnie jednolitym systemem norm i wartości. Tu oparto się na założeniu, że dopiero 3 osoby tworzą grupę, a 2 osoby to para. Trzecia osoba może obserwować interakcje, które zachodzą pomiędzy parą.
Według innego poglądu już dwie osoby tworzą grupę społeczną, diadę. W wypadku grupy składającej się z trzech osób można mówić o triadzie.
W socjologii pojęcie to jest uznawane za jedno z podstawowych, choć nie jest jednoznacznie rozumiane w różnych szkołach socjologicznych. W niektórych przypadkach pojęcie to było odrzucane jako stworzony na potrzeby nauki artefakt. W najszerszym rozumieniu jest to zbiór jednostek, między którymi zachodzą istotne stosunki społeczne.

## Cechy konstytuujące grupę społeczną
1. Składa się z minimum trzech osób. W niektórych przypadkach zakłada się, że do utworzenia grupy społecznej wystarczą dwie osoby, jednakże dopiero przy trzech osobach występować może struktura społeczna i niektóre typy stosunków społecznych (m.in. tworzenie koalicji, opozycji, mediacji), kontroli społecznej.
2. Zachodzą w niej trwałe, częste i bezpośrednie interakcje nastawione na wspólne osiąganie wyznaczonego celu. Socjologami, którzy podkreślali tę cechę jako konstytuującą grupę społeczną, byli przede wszystkim George Homans i Robert K. Merton.
3. Grupa społeczna charakteryzuje się względnie trwałą strukturą społeczną. Każdy jej członek zajmuje określoną pozycję i między nim a innymi członkami występują więzi społeczne. Miejsce w strukturze jest powiązane z przestrzeganiem przez jednostkę przyjętych w grupie norm społecznych.
4. Grupę społeczną ująć można więc jako system statusów społecznych, a także jej strukturę można ujmować jako powiązane ze sobą role społeczne wynikające z pozycji społecznych odgrywających je członków.
5. Członkowie należący do grup społecznych mają świadomość przynależności do grupy oraz istnieją mniej lub bardziej wyraźne kryteria wyodrębniające tę grupę z szerszego otoczenia. Aspekt świadomościowy podkreślany był przede wszystkim w socjologii humanistycznej, m.in. przez Floriana Znanieckiego.

## Struktury wewnątrzgrupowe
W grupach społecznych wyróżnić można trzy typy struktur społecznych: strukturę komunikacji, strukturę przywództwa (władzy) oraz strukturę socjometryczną.
- Struktura komunikacji odnosi się do sieci wzajemnych interakcji w grupie, co jest istotne ze względu na szybkość przepływu informacji przy realizowaniu przez grupę celów.
- Struktura przywództwa określa relacje poddaństwa i dostęp do władzy jednostek znajdujących się w grupie. Ze względu na styl kierowania grupą jednostki mogą mieć większy lub mniejszy wpływ na podejmowane decyzje. W przypadku tej struktury istotne jest zarówno przywództwo formalne w grupie, jak i istnienie przywództwa nieformalnego.
- Struktura socjometryczna określa wzajemne postawy jednostek względem siebie, przede wszystkim więzi emocjonalne, które spajają grupę. Struktura ta kształtuje się pod wpływem indywidualnych potrzeb afiliacyjnych jednostek.

## Spójność grupy
Jedną z ważniejszych zmiennych określających grupę społeczną jest spójność grupy (spoistość), która określa grupę jako zintegrowaną całość, brak występowania klik oraz wysokim stopniem konformizmu jednostek wobec norm i celów grupowych. Zazwyczaj spójność jest najwyższa w grupach małych, ze względu na silniejszą kontrolę społeczną względem postaw, norm i wartości.

## Fazy rozwoju grupy
Fazy rozwoju grupy to proces, o którym informacje wykorzystuje się w pracy z grupami, m.in. w psychoterapii.

### Klasyfikacja Corey

#### 1. Faza orientacji i zależności
Dobieranie się, szukanie kogoś, kto jest do nas podobny, kto jest dla nas atrakcyjny, ma dobrą pozycję; chcemy się też dowiedzieć jaki jest cel zajęć, jakie zasady panują na zajęciach;
W tej fazie grupa wykazuje zależność od prowadzącego, który jest tu bardzo ważną osobą.
Uczucia: niepokój, obawa, lęk, wahanie, ciekawość.
Zachowania, postawy: opór, niechęć do wyrażania własnych opinii, pseudointegracja wynikająca z zaciekawienia, duże ugrzecznienie – sympatia dawana ludziom, których mało znamy.
- Co robimy jako prowadzący zajęcia:
  - określamy kim jesteśmy oraz ustalamy cele zajęć (grupowe i indywidualne),
  - ustalamy zasady – budujemy kontrakt,
  - przeprowadzamy zabawy integracyjne, aby poznać imiona, doświadczenia, zainteresowania i poglądy członków grupy. Dobierając ćwiczenia musimy pamiętać, że proces integracji zachodzi poprzez szukanie podobieństw, musimy organizować takie ćwiczenia, aby osoby podobne do siebie mogły się odnaleźć.

#### 2. Faza konfliktu i buntu
W tej fazie członkowie grupy zaczynają się zastanawiać, czy wszystko to, czego oczekiwali jest spełnione na zajęciach; nawet jeśli jest, to jednak członkowie czują niedosyt, zaczynają się buntować. Jest to moment, kiedy grupie przestaje się podobać, jest to faza konfliktu i buntu grupy przeciwko prowadzącemu.
Dlaczego tak się dzieje? Uczestnicy mają krytyczne podejście, jednakże w końcu dochodzą do wniosku, że chodzą na zajęcia z własnej woli. Faza ta ma służyć podjęciu odpowiedzialności przez grupę, zaczynają się wyłaniać prawdziwe role, pojawia się struktura grupy.
Efektem buntu jest konflikt. Nic się nie podoba, proponowane ćwiczenia nie odpowiadają, opór i niechęć, milczenie, grupa nie chce się wypowiadać, powściągliwość. Ujawniają się walki i rywalizacja, okazywanie wrogości.
- Jakie ćwiczenia proponować grupie:
  - Pokazywać jak się komunikować,
  - Uczyć informacji zwrotnej,
  - Pokazywać jak konstruktywnie rozwiązywać konflikt (prowadzący jest mediatorem)

#### 3. Faza spójności i współpracy w grupie
Uczestnicy mają wrażenie, że ich grupa jest świetna, najlepsza, zmniejsza się krytycyzm.
Faza ta nie jest momentem na poważne zadania, wzrasta jednak współpraca, pojawiają się autentyczne normy, więcej kompromisu, przejaskrawienie miłych uczuć.

#### 4. Faza celowej i świadomej aktywności grupy
Jest to faza realna. Współpraca i wsparcie w grupie oparte są na realnych, rzeczywistych rolach i pozycjach w grupie.
Jest to moment, gdy grupa wykonuje najciekawsze ćwiczenia.

#### 5. Faza końcowa
Następuje bez względu na to jak pracuje dana grupa. Ma dwa oblicza:
1. pokazanie ludziom jak zdobyte umiejętności, sprawności mogą przydać się w życiu,
2. sprawdzenie z czym ludzie wychodzą z warsztatu, treningu, konfrontacja z oczekiwaniami i celami.

### Klasyfikacja Cohena
- Funkcja deklaracji członkostwa
- Funkcja wyłaniania subgrup
- Funkcja konfrontacji
- Funkcja zaznaczania różnic indywidualnych
- Funkcja współpracy
- Funkcja zakończenia

### Klasyfikacja Vopela
- Poziom orientacji
- Poziom konfrontacji i konfliktu
- Konsens, współpraca i kompromis
- Integracja osobistych potrzeb i wymagań stawianych przez zadania grupowe

## Grupa społeczna a jednostka
Grupa społeczna wywiera na jednostki „nacisk” na podporządkowanie się wobec panujących w niej norm i wartości, przez co np. podczas socjalizacji „przekształca się” ona z jednostki biologicznej w jednostkę społeczną. W miarę wzrostu liczebności grupy, rośnie liczba możliwych stosunków interpersonalnych w niej zachodzących. Można to opisać wzorem [n*(n-1)]/2, gdzie „n” oznacza liczbę członków.
Wymagania stawiane członkom grupy zamykają się w dwóch poziomach: wzór fizyczny (pozytywny – cechy fizyczne wymagane i negatywny – niepożądane) oraz wzór moralny – zespół cech jakie jednostka powinna wykazywać w swoim postępowaniu.
Suma dążeń członków do realizowania zadania zbiorowego wyraża się wolą zbiorową grupy. Jej istnienie przejawia się konsekwentnym i efektywnym realizowaniem zadań (świadomie określone skutki, które grupa jako całość chce wywołać). Często jest to podłożem dla zjawiska solidarności grupy.
Zbyt silne identyfikowanie się z grupą społeczną, występujące w tzw. „grupach żarłocznych” czy „grupach totalnych” prowadzi do patologicznego konformizmu, co objawia się m.in. syndromem grupowego myślenia.

## Wzrost liczebności grupy
Wraz ze wzrostem liczebności grupy pogarsza się aktywne uczestnictwo członków grupy w jej działaniu (Prawo Olsona), rozrost grupy nie jest uzasadniony funkcjonalnie (Prawo Parkinsona).
- zwiększanie liczby członków obniża możliwość osiągnięcia celu, chyba że dokonamy podziału na grupy zadaniowe (wtedy możliwość osiągnięcia wyznaczonych zadań wydatnie się zwiększa);
- zwiększanie liczby członków zmniejsza jednolitość grupy;
- w dużych grupach obniża się częstość i jakość komunikacji;
- tylko proste idee są w stanie poruszać masy – to, co ma być wspólne dla wszystkich musi zostać przystosowane przez najprymitywniejszych (Georg Simmel).

## Rodzaje grup społecznych
- Grupa społeczna zazwyczaj posiada określone kryteria rekrutacji członków i funkcje członka grupy (czyli jego powinności względem niej). Ze względu na kryteria przyjęć do grupy można wyróżnić grupy ekskluzywne, w których kryteria te są fundamentalne przy rekrutacji nowych członków oraz grupy inkluzywne, w których kryteria są mniej istotne.
- Można różnicować grupy ze względu na wielkość. Grupy małe to takie, gdzie członkowie mają możliwość kontaktu bezpośredniego. W grupach dużych niemożliwy jest model komunikacji „każdy z każdym”. W niektórych ujęciach duże grupy określane są jako Wielkie struktury społeczne i nie są uznawane za grupy społeczne.
- Ze względu na formalizację struktury i stosunków społecznych w grupie, jak również stosunków społecznych członków grupy z zewnętrznym środowiskiem, wyróżnić można grupy formalne i grupy nieformalne
- Ze względu na utożsamianie się jednostek z grupą, jej normami i wartościami wyszczególniane są grupy odniesienia.
- Typologia grup społecznych Charlesa Cooleya wyróżnia także grupy pierwotne oraz grupy wtórne.

## Literatura
1. Mucha Janusz, Cooley, Warszawa 1992.
2. Szczepański Jan, Elementarne pojęcia socjologii, Warszawa 1972.
3. Tönnies Ferdinand, Wspólnota i stowarzyszenie. Rozprawa o komunizmie i socjalizmie jako empirycznych formach kultury, Warszawa 1988.
4. Turowski Jan, Socjologia. Małe struktury społeczne, Lublin 1999.